# Trnož

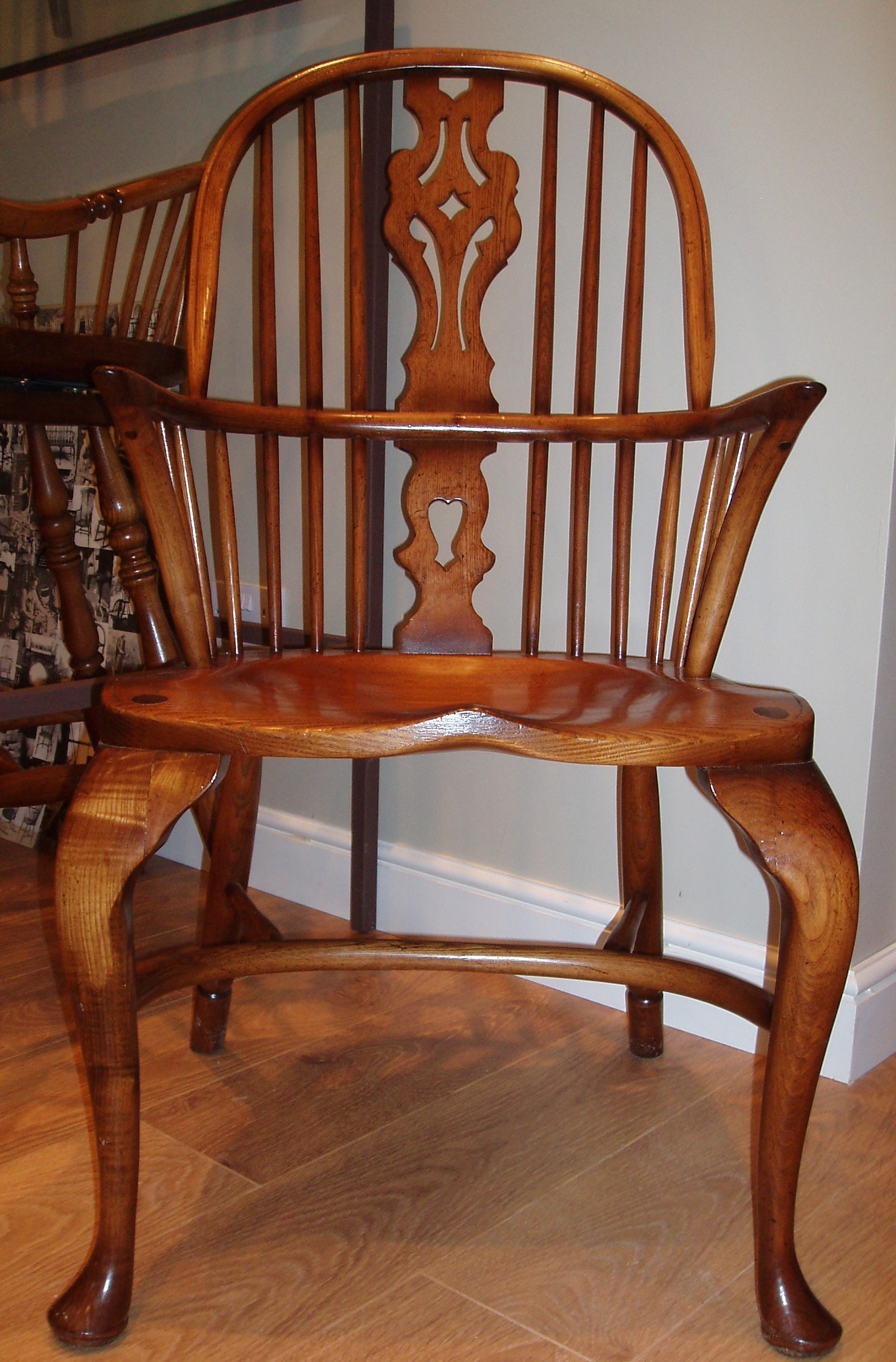
Trnož mezi nohami židle z 18. století

Trnož, krajově též strnož, zastarale také trnože, je část židle nebo stolu, která se vkládá mezi nohy u dřevěného nábytku. Původně se jednalo o zvláštní podpěrku, opěrku nebo i stoličku pro nohy, často používanou zejména u třínohých židliček, odtud pak původ tohoto slova – tr(i)nož. 
Postupem doby se trnože začaly objevovat i u předmětů čtyřnohých (kromě nábytku se mohlo jednat například i o kozu na řezání dřeva), neboť trnože také zvyšují celkovou konstrukční tuhost předmětu – u nábytku zamezují nežádoucímu viklání nohou.